# Śmierć i pogrzeb papieża Franciszka
Śmierć i pogrzeb papieża Franciszka – śmierć i ceremonia pogrzebowa 266. papieża i 8. suwerena Państwa Watykańskiego w latach 2013–2025, pierwszego papieża z Ameryki Południowej i pierwszego spoza Europy od ponad 1200 lat oraz pierwszego papieża jezuity.
Pochodzący z Argentyny papież Franciszek zmarł 21 kwietnia 2025 o godzinie 7:35 w Watykanie w drugim dniu świąt Wielkanocnych. Od 14 lutego do 23 marca 2025 przebywał w ciężkim stanie w klinice Gemelli, pogarszający wpływ na jego zdrowie miało obustronne zapalenie płuc. Po raz ostatni publicznie pojawił się 20 kwietnia 2025 na balkonie Bazyliki Świętego Piotra w celu udzielenia błogosławieństwa Urbi et Orbi z okazji Niedzieli Wielkanocnej. Informację o śmierci podał o godz. 9:47 kardynał kamerling Kevin Farrell. Uroczystości pogrzebowe papieża odbyły się 26 kwietnia 2025.
Był drugim papieżem, który zmarł w trakcie pełnienia urzędu w XXI wieku, po Janie Pawle II w 2005 roku. Po śmierci papieża, zostało  zwołane konklawe, w którym kardynałowie wybrali po raz pierwszy od 2005 roku następcę po zmarłym urzędującym papieżu. Został nim papież Leon XIV.

## Tło
Pierwsze problemy ze zdrowiem pojawiły się 31 grudnia 2020; ogłoszono wówczas, że papież Franciszek ze względu na rwę kulszową nie będzie mógł przewodniczyć I Nieszporom Uroczystości Świętej Bożej Rodzicielki Maryi oraz mszy świętej następnego dnia. Była to pierwsza uroczystość, z której papież musiał zrezygnować z powodów zdrowotnych. 4 lipca 2021 papież Franciszek w klinice Gemelli został poddany zabiegowi chirurgicznemu uchyłkowatości okrężnicy, który polegał na wycięciu części jelita grubego (tzw. hemikolektomia). W związku z rekonwalescencją papieża Franciszka po operacji, po raz pierwszy od swojego pontyfikatu modlitwie Anioł Pański przewodniczył z apartamentu w klinice. Pobyt w szpitalu papież zakończył 14 lipca 2021.

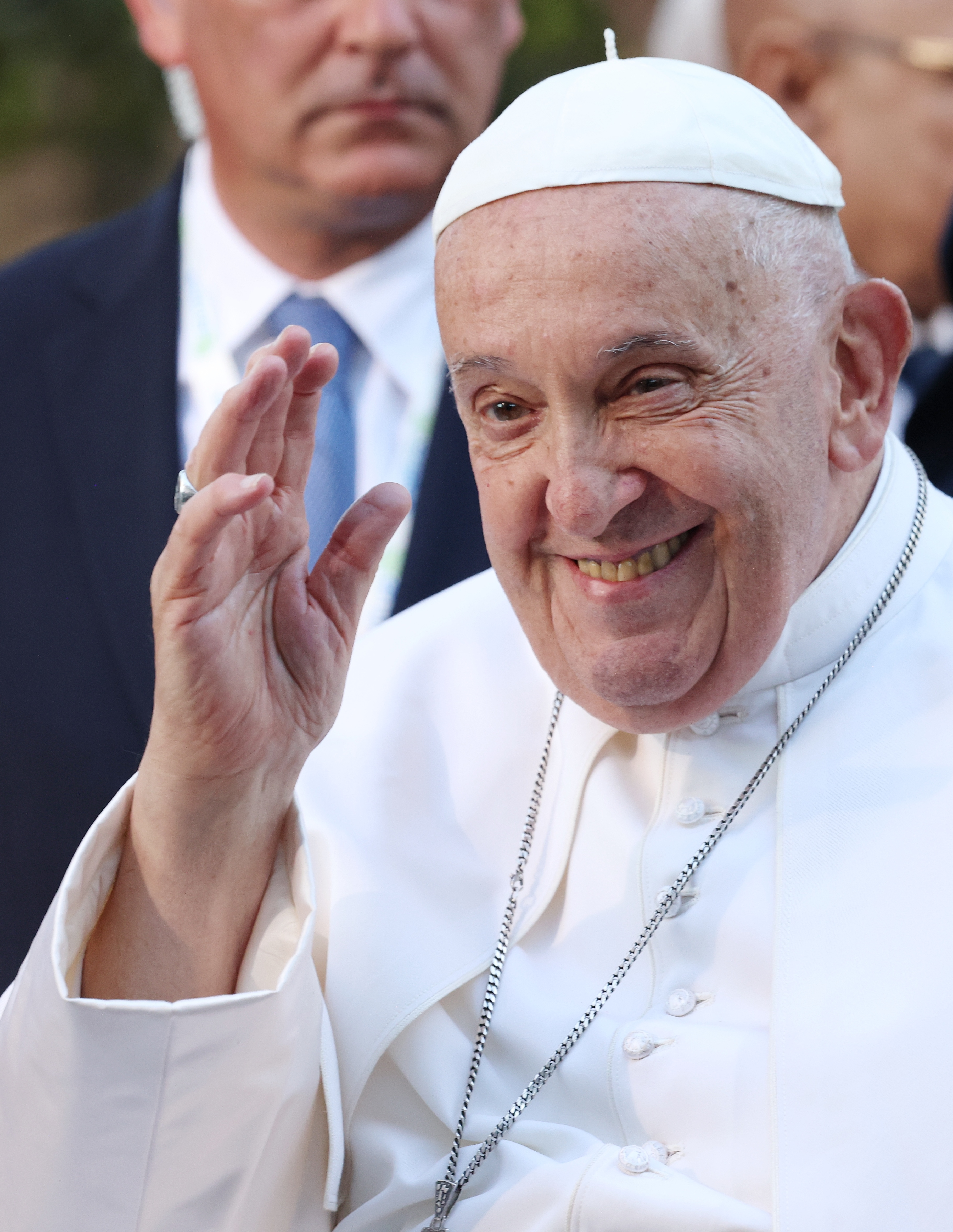
Papież Franciszek w czerwcu 2024

W 2021 roku problemy zdrowotne Franciszka wywołały plotki, że może on zrezygnować, które on sam zdementował. 5 maja 2022 podczas spotkania w auli Pawła VI z Międzynarodową Unią Przełożonych Generalnych zgromadzeń żeńskich poruszał się na wózku inwalidzkim z powodu problemów z kolanem. W czerwcu 2022 roku, po przejściu leczenia kolana, Franciszek odwołał zaplanowane podróże do Demokratycznej Republiki Konga i Sudanu Południowego. W wywiadzie dla Reutersa w tym samym miesiącu Franciszek powiedział, że nie rozważał rezygnacji, ale zrobi to, jeśli jego stan zdrowia uniemożliwi mu zarządzanie Kościołem.
Podczas swojej podróży do Demokratycznej Republiki Konga w lutym 2023 roku Franciszek powiedział, że rezygnacja „nie jest w jego planach na ten moment”. Od 29 marca do 1 kwietnia 2023 papież Franciszek przebywał w klinice Gemelli, z powodu zapalenia oskrzeli, zaś 7 czerwca 2023 przeszedł operację z powodu niedrożności jelit, tzw. laparotomię. Pobyt w klinice papież zakończył 16 czerwca 2023. 26 listopada tego samego roku z powodu choroby infekcji płuc, papież Franciszek w kaplicy w Domu Świętej Marii przewodniczył w modlitwie Anioł Pański, jednocześnie mając problemy z płucami nie mogąc czytać rozważań. Podczas środowych audiencji generalnych tj. 28 lutego, 6 marca, 13 marca 2024 i 5 lutego 2025 papież z powodu problemów z głosem nie mógł odczytać katechezy.14 lutego 2025 trafił do kliniki Gemelli z powodu trwającego od kilku dni silnego zapalenia oskrzeli, w związku z tym zostały zawieszone wszelkie spotkania, w tym udział papieża w mszy jubileuszowej Artystów i Świata Kultury (16 lutego) i jubileuszu Diakonów (23 lutego), cotygodniowej modlitwie Anioł Pański (16 i 23 lutego) oraz w środowej audiencji generalnej (19 lutego 2025). Kontrolne badanie TK klatki piersiowej wykazało „początek obustronnego zapalenia płuc” i nastąpiła zmiana w terapii leczenia papieża. Do 22 lutego 2025 stan zdrowia papieża lekko się poprawił, jednak tego samego dnia rano doszło do kryzysu astmatycznego, który wymagał podania tlenu. Ponadto badania krwi wykazały małopłytkowość połączoną z anemią, przez co konieczna była transfuzja krwi. 23 lutego 2025 papież nadal był w stanie krytycznym, przy czym stwierdzono u niego początek lekkiej niewydolności nerek. Ostatecznie został wypisany ze szpitala 23 marca 2025, jego stan określono wówczas jako stabilny, wcześniej po raz pierwszy od pobytu w klinice ukazał się wiernym na balkonie w klinice, wypowiadając kilka słów oraz udzielił zgromadzonym błogosławieństwa.
6 kwietnia 2025 papież pojawił się na wózku inwalidzkim na placu św. Piotra i błogosławił wiernych. 9 kwietnia odbył spotkanie z królem Karolem III oraz królową Kamilą. 10 kwietnia Franciszek pojawił się w bazylice św. Piotra, aby zobaczyć prace remontowe, zainteresowanie mediów przykuł fakt, iż Ojciec Święty ubrany był w czarne spodnie i biały sweter. 13 kwietnia pobłogosławił tłum zgromadzony na placu św. Piotra z okazji Niedzieli Palmowej. 16 kwietnia uczestniczył w pierwszej od 14 lutego audiencji, na której przyjął kierownictwo i personel kliniki Gemelli, Uniwersytetu Katolickiego oraz Dyrekcji Zdrowia i Higieny Państwa Watykańskiego.  Ze względu na stan zdrowia nie przewodniczył on uroczystościom triduum paschalnego w Watykanie. W Wielki Czwartek, 17 kwietnia papież odwiedził zakład karny Regina Coeli w Rzymie. 19 kwietnia 2025 ponownie niespodziewanie pojawił się w bazylice św. Piotra. W dzień Wielkanocy udzielił błogosławieństwa Urbi et Orbi oraz złożył świąteczne życzenia na balkonie bazyliki św. Piotra – było to jego ostatnie publiczne wystąpienie. Tego samego dnia Ojciec Święty spotkał się z wiceprezydentem Stanów Zjednoczonych J.D. Vance’em oraz z premierem Chorwacji Andrejem Plenkoviciem i to był ostatni urzędnik polityczny, z którym spotkał się papież Franciszek.

## Śmierć i reakcje
21 kwietnia 2025 o godzinie 9:47 kardynał kamerling Kevin Farrell w towarzystwie kardynała Pietra Parolina (sekretarza stanu), arcybiskupa Edgara Peña Parry (substytuta ds. ogólnych w Sekretariacie Stanu) oraz arcybiskupa Diega Ravelliego (mistrza papieskich ceremonii) poinformował o śmierci papieża, do której doszło o godzinie 7:35 w Domu Świętej Marty, stanowiącym miejsce zamieszkania Franciszka. W oficjalnym komunikacie medycznym dyrektor watykańskiej służby zdrowia profesor Andrea Arcangeli poinformował, że przyczynami śmierci papieża Franciszka były udar mózgu, śpiączka i nieodwracalna zapaść kardiologiczna.
W związku ze śmiercią papieża Franciszka wiele państw na świecie ogłosiło oficjalną żałobę narodową. Siedmiodniową żałobę ogłoszono w Argentynie, Brazylii i Timorze Wschodnim, pięciodniową we Włoszech, Paragwaju oraz Wyspach Świętego Tomasza i Książęcej, czterodniową w Kostaryce i Filipinach, trzydniową w Hiszpanii, Portugalii, Bangladeszu, Chile, Kubie, Wenezueli, Peru, Portoryko, Panamie, Gwatemali, Dominikanie, Belize, Monako, Indiach, Ekwadorze, Mozambiku, Gwinei Równikowej, Palestynie i Libanie, dwudniową na Malcie i w Republice Zielonego Przylądka a jednodniową w Urugwaju, Węgrzech, Chorwacji, Polsce, Rumunii, Słowacji, Słowenii, Litwie, Albanii, Sri Lance, Republice Środkowoafrykańskiej, Zambii oraz Bośni i Hercegowinie. Jordania i Tajlandia na znak żałoby opuściła swoje flagi państwowe do połowy masztu na wszystkich rządowych, państwowych i publicznych instytucjach na trzy dni. Sudan Południowy na znak żałoby ogłosił dzień (25 kwietnia) dniem wolnym od pracy. Prezydent USA Donald Trump poinformował w poniedziałek, że nakazał opuszczenie flag państwowych do połowy masztu, by uhonorować zmarłego papieża Franciszka. Dodał, że papież był „dobrym człowiekiem, który ciężko pracował” i powiedział, że zgadza się z przesłaniem Franciszka dotyczącym migrantów”. W Wielkiej Brytanii opuszczono Union Flag do połowy masztów na rezydencjach królewskich oraz ambasadach. Rząd Francji zarządził na dzień pogrzebu papieża Franciszka opuszczenie flag na budynkach publicznych. O godzinie 11:00 na cześć zmarłego papieża osiemdziesiąt osiem razy zabiły dzwony katedry Notre-Dame w Paryżu oraz o godz. 12:00 Dzwon Zygmunt w krakowskiej katedrze na Wawelu. Kondolencje wyrazili przedstawiciele wielu państw m.in. prezydent Polski Andrzej Duda, opisując papieża jako „wielkiego apostoła Miłosierdzia”.

## Uroczystości żałobne (21–26 kwietnia 2025)
W dniu śmierci Franciszka o godzinie 19:00 odbyła się msza święta dla kapłanów diecezji rzymskiej w bazylice Świętego Jana na Lateranie. O godzinie 20:00 rozpoczęły się obrzędy potwierdzenia śmierci papieża i złożenia jego zabalsamowanego ciała w trumnie w kaplicy Domu Świętej Marty, gdzie żegnali go jego współpracownicy. 23 kwietnia 2025 o godz. 9:00 do 25 kwietnia do godz. 19:00 trumna z ciałem papieża została procesyjnie przeniesiona z kaplicy Domu Świętej Marty do bazyliki św. Piotra na Watykanie i po krótkim nabożeństwie pod przewodnictwem kard. Kevina Farrela, kamerlinga Świętego Kościoła Rzymskiego, wystawiona na widok publiczny, dając wiernym możliwość oddania hołdu zmarłemu papieżowi.
Stolica Apostolska podała, że w trakcie tych dni hołd zmarłemu oddało ok. 100 tys. wiernych; w tym m.in. premier Giorgia Meloni, prezydent Francji Emmanuel Macron z małżonką, prezydent Brazylii Luiz Inácio Lula da Silva, premier Węgier Viktor Orbán, prezydent Litwy Gitanas Nausėda oraz prezydent Irlandii Michael D. Higgins.
25 kwietnia 2025 o godz. 20:00 nastąpił obrzęd zasłonięcia twarzy białym welonem oraz zamknięcia trumny z ciałem papieża Franciszka, której włożono monety wybite podczas jego pontyfikatu oraz rogito – dokument opisujący życiorys i osiągnięcia Franciszka.
26 kwietnia 2025, kilka godzin przed uroczystościami pogrzebowymi, hołd przy trumnie zmarłego papieża oddali król Hiszpanii Filip VI, książę Walii Wilhelm wraz z premierem Wielkiej Brytanii Keirem Starmerem oraz prezydent Stanów Zjednoczonych Donald Trump.

## Uroczystości pogrzebowe (26 kwietnia 2025)

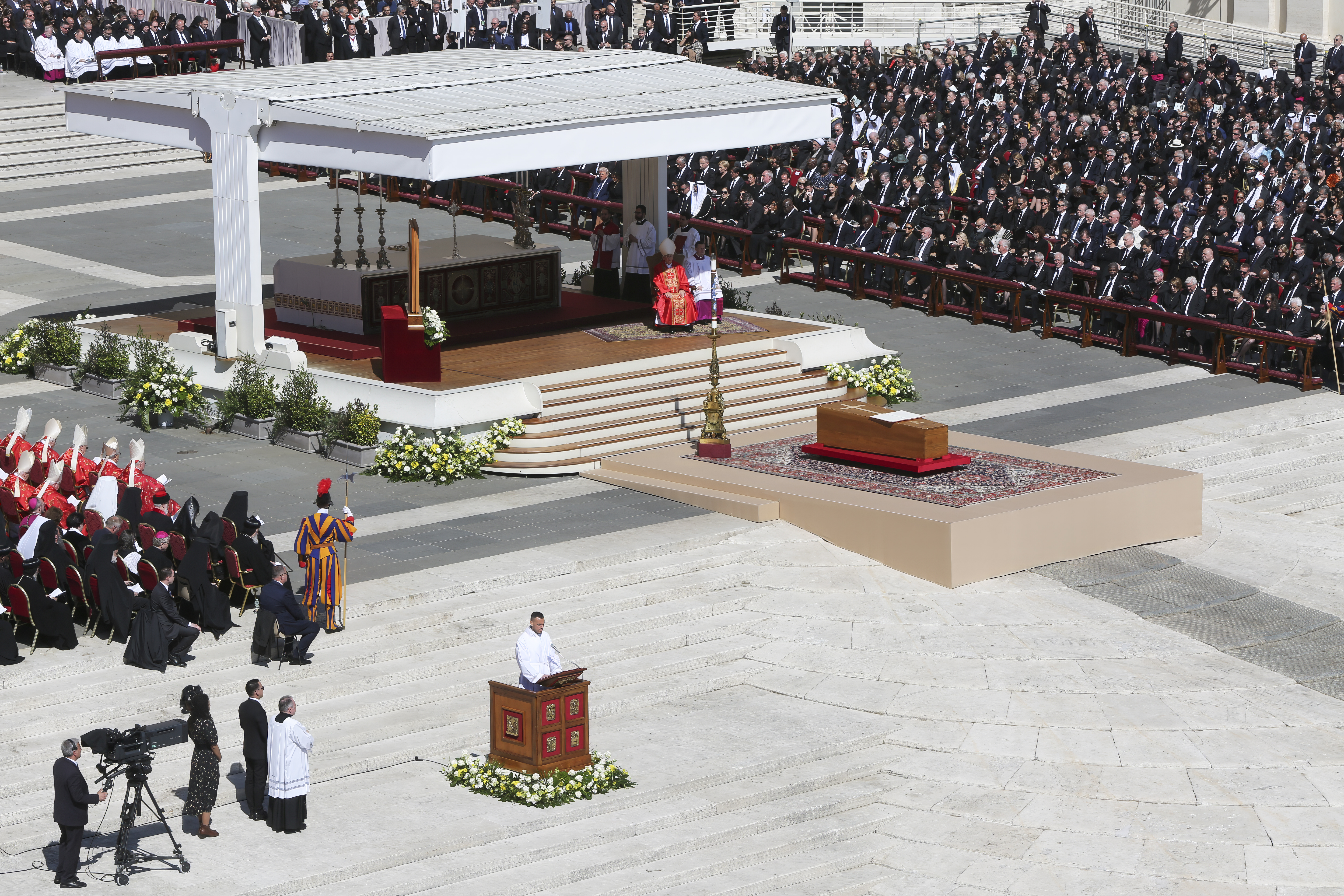
Uroczystość pogrzebowa papieża Franciszka

26 kwietnia 2025 ok. godziny 10:00 na placu św. Piotra rozpoczęła się msza święta pogrzebowa wraz z wyniesieniem trumny z ciałem zmarłego papieża Franciszka. Podczas uroczystości, liturgii słowa i liturgii eucharystycznej przy ołtarzu oraz obrzędom pogrzebowym przewodniczył dziekan Kolegium Kardynalskiego Giovanni Battista Re; na trumnę położono ewangeliarz, gdzie lekki wiatr przewracał kartki księgi. W homilii, kardynał zaznaczył że papież wybierając imię, wiedział jaką drogą ma zmierzać przez swój pontyfikat.
Na zakończenie eucharystii nastąpił obrzęd ostatniego pożegnania, podczas którego odśpiewano litanię do Wszystkich Świętych, a kardynał Baldassare Reina – wikariusz generalny Jego Świątobliwości dla diecezji rzymskiej, odmówił modlitwę przy trumnie papieża. Następnie to samo uczynili patriarchowie, arcybiskupi więksi i metropolici stojący na czele katolickich Kościołów wschodnich.

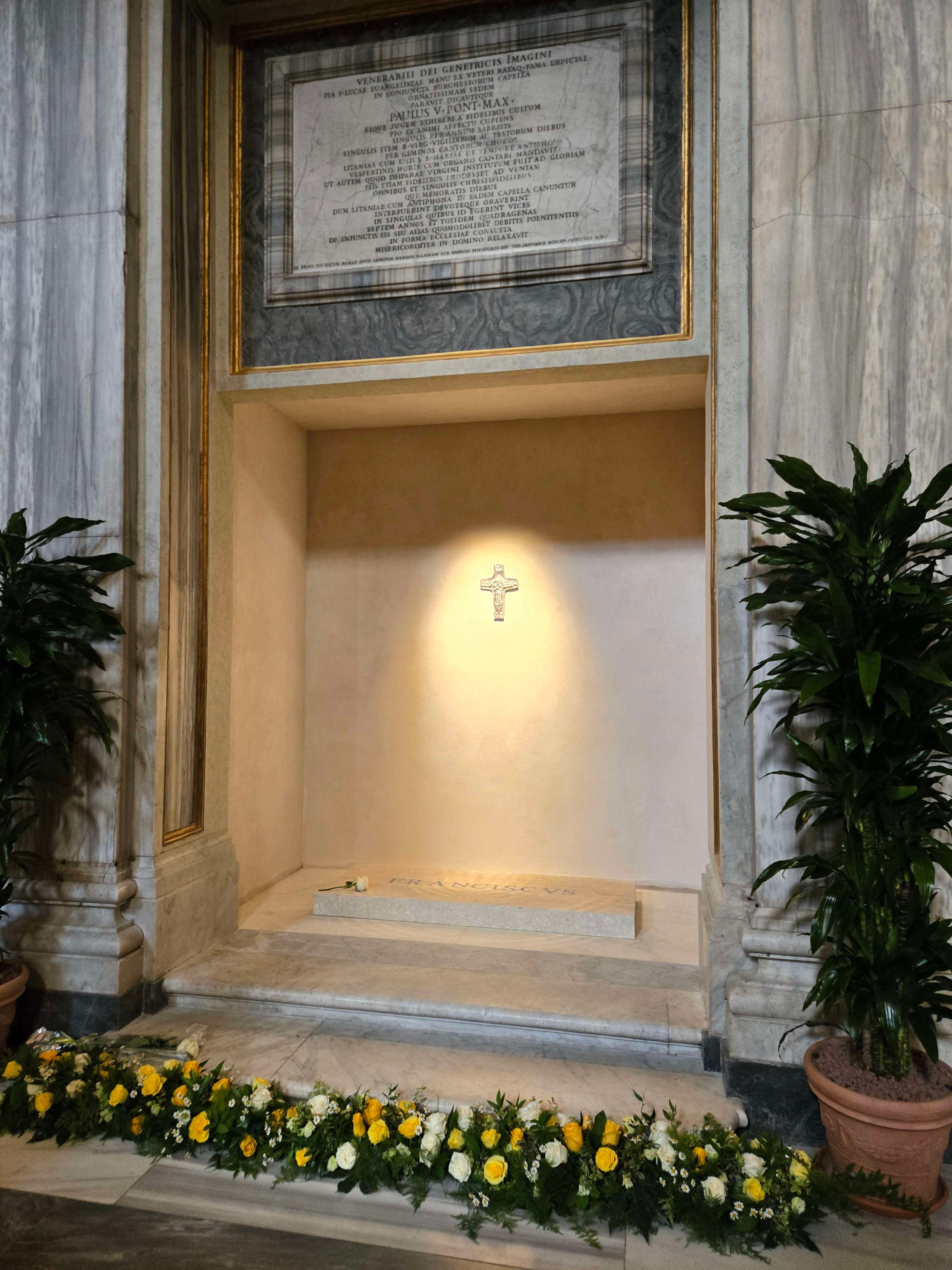
Grób papieża Franciszka w bazylice Matki Bożej Większej

Po uroczystej eucharystii na placu św. Piotra trumna z drewna cyprysowego wyruszyła procesyjnie do bazyliki św. Piotra i stamtąd leżąc na specjalnym papamobile została przetransportowana w kondukcie żałobnym liczącą 6 km trasą przebiegającą rzymskimi ulicami, m.in. przez plac Wenecki, koło Koloseum i koło bazyliki św. Jana na Lateranie, do bazyliki Matki Bożej Większej, którą zmarły papież wybrał na miejsce swojego pochówku. Po dotarciu do bazyliki Matki Bożej Większej, pod przewodnictwem kardynała Kevina Farrella – kamerlinga Świętego Kościoła Rzymskiego, odbyła się mająca prywatny charakter ceremonia pochówku, w której oprócz Farrella wzięli udział także m.in. Giovanni Battista Re oraz polscy kardynałowie: Stanisław Ryłko, członek Papieskiej Komisji ds. Państwa Watykańskiego i Konrad Krajewski, jałmużnik papieski. Podczas niej trumnę z ciałem Franciszka złożono, zgodnie z jego wolą, w położonym w niszy w nawie bocznej między dwoma kaplicami prostym ziemnym grobie nakrytym płytą z jedynym napisem: Franciscus, nad którym umieszczono reprodukcję krzyża, który nosił na piersi. Papież Franciszek został pierwszym papieżem pochowanym poza Watykanem od czasów papieża Leona XIII w 1903 i siódmym pochowanym w tej bazylice.
W uroczystości uczestniczyło 250 kardynałów, patriarchów, arcybiskupów, biskupów, księży, osób konsekrowanych i świeckich. W ostatnim pożegnaniu uczestniczyło 250 tys. wiernych zgromadzonych na placu św. Piotra, zaś 150 tys. ustawiło się wzdłuż trasy konduktu z trumną Franciszka, zmierzającego do miejsca jego pochówku.

## Przedstawiciele państw i organizacji

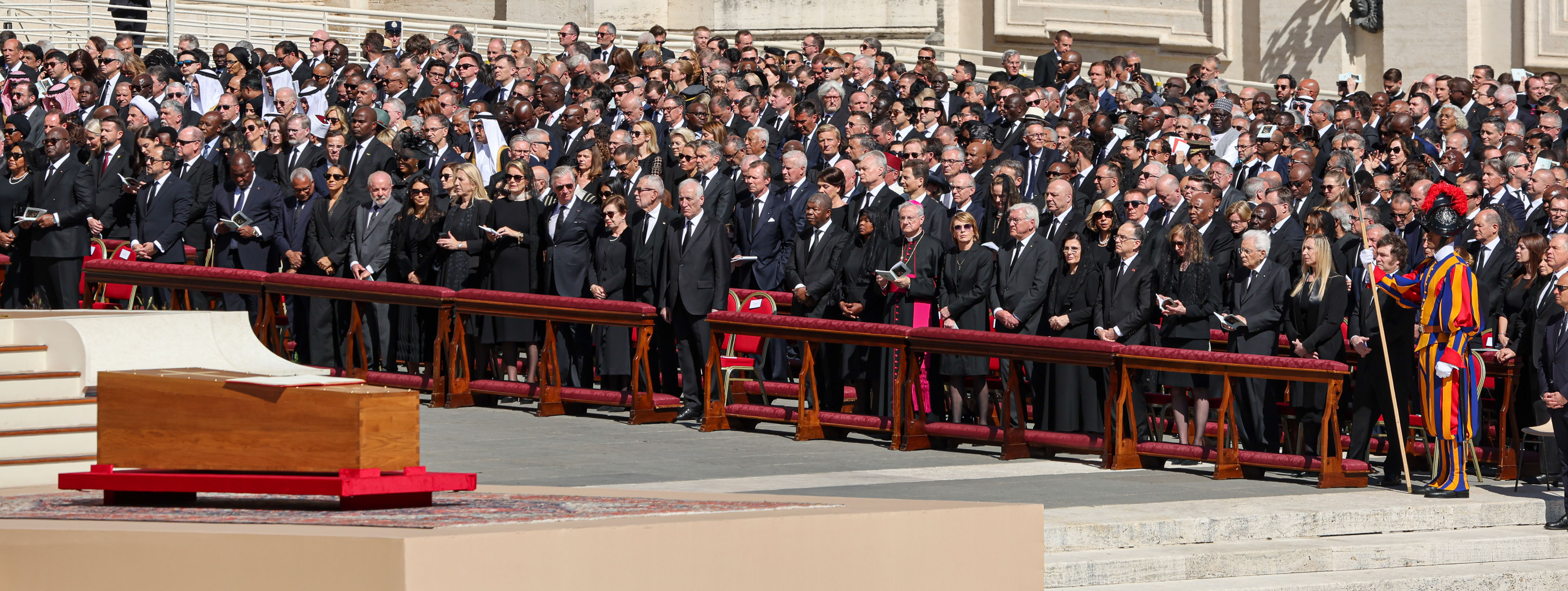
Przywódcy państwowi na pogrzebie papieża Franciszka, w tym m.in. były prezydent USA Joe Biden, premier Czech Petr Fiala, premier Szwecji Ulf Kristersson, prezydent Mozambiku Daniel Chapo, prezydent Republiki Zielonego Przylądka José Maria Neves, prezydent Brazylii Luiz Inácio Lula da Silva, prezydent Bośni i Hercegowiny Borjana Krišto, premier Wielkiej Brytanii Keir Starmer oraz Matylda, królowa Belgów i Filip I Belgijski, prezydent Austrii Alexander Van der Bellen, prezydent Armenii Wahagn Chaczaturian, Henryk, wielki książę Luksemburga, prezydent Litwy Gitanas Nauseda, prezydent Niemiec Frank-Walter Steinmeier

Państwa, których oficjalne delegacje zapowiedziały udział w pogrzebie papieża Franciszka

- Andora: Joan Enric Vives Sicília, współksiążę[128]
- Andora: Xavier Espot Zamora, premier[128]
- Angola: João Lourenço, prezydent[129]
- Argentyna: Javier Milei, prezydent[130]
- Austria: Alexander Van der Bellen, prezydent[131]
  -  Austria: Christian Stocker, kanclerz[131]
- Australia: Samantha Mostyn, Gubernator Generalny Australii (reprezentujący Premiera Anthony'ego Albanese'a)[132]
- Bangladesz: Muhammad Yunus, premier[133]
- Belgia: król Filip I Koburg, wraz z małżonką królową Matyldą[134]
  -  Belgia: Bart De Wever, premier[135]
- Brazylia: Luiz Inácio Lula da Silva, prezydent[136]
- Bułgaria: Rosen Żelazkow, premier[137]
- Chorwacja: Zoran Milanović, prezydent[138]
  -  Chorwacja: Andrej Plenković, premier[138]
- Cypr: Nikos Christodulidis, prezydent[139]
- Czarnogóra: Jakov Milatović, prezydent[129]
- Czechy: Petr Fiala, premier[140]
- Dania: królowa Maria, żona króla Fryderyka X[141]
- Demokratyczna Republika Konga: Félix Tshisekedi, prezydent[129]
- Dominikana: Luis Abinader, prezydent[142]
- Ekwador: Daniel Noboa, prezydent[143]
- Estonia: Alar Karis, prezydent[142]
- Filipiny: Ferdinand Marcos Jr., prezydent[142]
- Finlandia: Alexander Stubb, prezydent[142]
- Francja: Emmanuel Macron, prezydent[144]
- Gabon: Brice Clotaire Oligui Nguema, p.o. prezydenta[129]
- Grecja: Kiriakos Mitsotakis, premier[142]
- Gruzja: Micheil Kawelaszwili, prezydent[145]
- Hiszpania: król Filip VI z małżonką królową Letycją[146][142]
- Holandia: Dick Schoof, premier[142]
- Honduras: Xiomara Castro, prezydent[147]
- Indie: Draupadi Murmu, prezydent[148]
- Indonezja: Joko Widodo, były prezydent[149]
- Iran: Abbas Salehi, minister kultury (reprezentujący prezydenta Masuda Pezeszkijana)[129]
- Irlandia: Michael D. Higgins, prezydent[150]
  -  Irlandia: Micheál Martin, taoiseach[150]
- Islandia: Halla Tómasdóttir, prezydent[151]
- Izrael: Yaron Sideman, ambasador Izraela w Watykanie[152]
- Japonia: Takeshi Iwaya, minister spraw zagranicznych[153]
- Kanada: Mary Simon, gubernator generalny Kanady[154]
- Kenia: Moses Wetang’ula, spiker Zgromadzenia Narodowego (reprezentujący prezydenta Williama Ruto)[155]
- Korea Południowa: Yu In-chon, minister kultury[156]
- Kosowo: Vjosa Osmani, prezydent[147]
- Litwa: Gitanas Nausėda, prezydent[157]
- Luksemburg: Henryk, wielki książę Luksemburga[158]
  -  Luksemburg: Luc Frieden, premier[158]
- Łotwa: Edgars Rinkēvičs, prezydent[159]
- Macedonia Północna: Gordana Siłjanowska-Dawkowa, prezydent[147]
- Malezja: Datuk Seri Azalina Othman Said, minister prawa, Datuk Ewon Benedick, minister rozwoju (reprezentujący premiera Anwara Ibrahima)[160]
- Malta: Myriam Spiteri Debono, prezydent[161]
  -  Malta: Robert Abela, premier[161]
  -  Malta: Bernard Grech, lider opozycji[161]
- Maroko: książę koronny Maulaj Hasan, następca tronu[162]
- Mauritius: Gavin Glover, minister sprawiedliwości[163]
- Meksyk: Rosa Icela Rodríguez, minister spraw wewnętrznych[164]
- Mołdawia: Maia Sandu, prezydent[142]
- Monako: książę Albert II, z małżonką księżną Charlene[165]
- Niemcy: Frank-Walter Steinmeier, prezydent[166]
  -  Niemcy: Olaf Scholz, kanclerz[150]
- Norwegia: książę koronny Haakon, następca tronu, wraz z małżonką księżną Mette-Marit[142]
- Nowa Zelandia: Christopher Luxon, premier[142]
- Papua-Nowa Gwinea: Joseph Varo, ambasador w Brukseli[167]
- Polska: Andrzej Duda, prezydent[168]
  -  Polska: Szymon Hołownia, marszałek Sejmu[169]
- Południowa Afryka: kard. Stephen Brislin, przewodniczący Konferencji katolickich biskupów Południowej Afryki[129]
- Portugalia: Marcelo Rebelo de Sousa, prezydent[170]
  -  Portugalia Luís Montenegro, premier[170]
- Republika Środkowoafrykańska: Faustin-Archange Touadéra, prezydent[147]
- Republika Zielonego Przylądka: José Maria Neves, prezydent[147]
- Rosja: Olga Lubimowa, minister kultury[171][147]
- Rumunia: Ilie Bolojan, pełniący obowiązki prezydenta[135]
- Serbia: Đuro Macut, premier[129]
- Słowacja: Peter Pellegrini, prezydent[172]
- Słowenia: Nataša Pirc Musar, prezydent[173]
  -  Słowenia: Robert Golob, premier[173]
- Stany Zjednoczone: Donald Trump, prezydent[174]
  -  Stany Zjednoczone: Joe Biden, były prezydent[175]
- Szwajcaria: Karin Keller-Sutter, prezydent[135]
- Szwecja: król Karol XVI Gustaw, wraz z małżonką królową Sylwią[176]
  -  Szwecja: Ulf Kristersson, premier[176]
- Tajwan: Chen Chien-jen, były wiceprezydent (reprezentujący prezydenta Lai Ching-te)[177]
- Timor Wschodni: Jose Ramos-Horta, prezydent[135]
- Turcja: Numan Kurtulmus, spiker parlamentu[178]
- Uganda: Anita Among, spiker parlamentu[179]
- Ukraina: Wołodymyr Zełenski, prezydent[144]
- Węgry: Tamás Sulyok, prezydent[180]
  -  Węgry: Viktor Orbán, premier[181]
- Wielka Brytania: książę Wilhelm, następca tronu (reprezentujący króla Karola III)[182]
  -  Wielka Brytania: Keir Starmer, premier[183]
- Włochy: Sergio Mattarella, prezydent[184]
  -  Włochy: Giorgia Meloni, premier[184]
- Zambia: Mulambo Haimbe, minister spraw wewnętrznych (reprezentujący prezydenta Hakainde Hichilemę)[185]
- ONZ: António Guterres, sekretarz generalny[142]
- Unia Europejska: Ursula von der Leyen, przewodnicząca Komisji Europejskiej[186].
- Unia Europejska: Roberta Metsola, przewodnicząca Parlamentu Europejskiego[135].
- Unia Europejska: António Costa, przewodniczący Rady Europejskiej[135].